# タマラ・エクレストン
タマラ・エクレストン（Tamara Ecclestone、1984年6月28日 - ）は、イギリスのモデル。イタリアのミラノ生まれ。父は実業家のバーニー・エクレストン、母はモデルのスラヴィカ・エクレストン、妹もモデルのペトラ・スタント。